# Eduard-Michael Grosu
Eduard-Michael Grosu (ur. 4 września 1992 w Zărnești) – rumuński kolarz szosowy.

## Osiągnięcia
Opracowano na podstawie:

2008
- 2. miejsce w mistrzostwach Rumunii juniorów (jazda indywidualna na czas)

2009
- 2. miejsce w mistrzostwach Rumunii juniorów (jazda indywidualna na czas)

2010
- 1. miejsce w mistrzostwach Rumunii juniorów (jazda indywidualna na czas)

2012
- 3. miejsce w Tour of Trakya

2013
- 1. miejsce w mistrzostwach Rumunii U23 (jazda indywidualna na czas)
- 1. miejsce na 3. etapie Dookoła Rumunii

2014
- 2. miejsce w Karpackim Wyścigu Kurierów
  - 1. miejsce w klasyfikacji punktowej
  - 1. miejsce na 5. i 6. etapie
- 1. miejsce w Tour of Estonia
  - 1. miejsce w klasyfikacji młodzieżowej
  - 1. miejsce w klasyfikacji punktowej
  - 1. miejsce na 1. etapie
- 2. miejsce w mistrzostwach Rumunii U23 (jazda indywidualna na czas)
- 3. miejsce w mistrzostwach Rumunii (start wspólny)
- 1. miejsce na 12. etapie Tour of Qinghai Lake
- 2. miejsce w Ronde van Midden-Nederland

2016
- 2. miejsce w mistrzostwach Rumunii (jazda indywidualna na czas)
- 1. miejsce na 5. etapie Tour of Taihu Lake

2017
- 1. miejsce w mistrzostwach Rumunii (jazda indywidualna na czas)
- 1. miejsce na 4. etapie Sibiu Cycling Tour

2018
- 1. miejsce w klasyfikacji punktowej Tour of Croatia
  - 1. miejsce na 2. etapie
- 1. miejsce w mistrzostwach Rumunii (jazda indywidualna na czas)
- 1. miejsce w mistrzostwach Rumunii (start wspólny)
- 1. miejsce na 3., 7. i 8. etapie Tour of Qinghai Lake

2019
- 1. miejsce w Ronde van Limburg
- 3. miejsce w mistrzostwach Rumunii (jazda indywidualna na czas)
- 1. miejsce w klasyfikacji punktowej Tour of Qinghai Lake
  - 1. miejsce na 3. i 6. etapie
- 1. miejsce na 2. etapie Okolo Slovenska
- 1. miejsce na 2. etapie Tour of Croatia

2020
- 3. miejsce w mistrzostwach Rumunii (jazda indywidualna na czas)
- 3. miejsce w mistrzostwach Rumunii (start wspólny)
- 1. miejsce w Dookoła Rumunii
  - 1. miejsce na 3. i 4. etapie

2021
- 2. miejsce w mistrzostwach Rumunii (start wspólny)

## Rankingi
| Rok              | 2012 | 2013 | 2014 | 2015 | 2016 | 2017 | 2018 | 2019 | 2020 | 2021 | 2022 | 2023 |
| ---------------- | ---- | ---- | ---- | ---- | ---- | ---- | ---- | ---- | ---- | ---- | ---- | ---- |
| World Ranking    |      |      |      |      | 540. | 403. | 245. | 234. | 143. | 439. | 795. | 593. |
| UCI Europe Tour  | 377. | 736. | 20.  | 147. | 315. | 363. | 159. | 194. | 117. | 363. | 598. | 439. |
| UCI Asia Tour    | -    | -    | 110. | 109. | -    | 126. | 110. |      |      |      |      |      |
| UCI America Tour | -    | -    | -    | 399. | -    | -    | -    |      |      |      |      |      |
|                  |      |      |      |      |      |      |      |      |      |      |      |      |
| Źródło: UCI      |      |      |      |      |      |      |      |      |      |      |      |      |